# Nend jezik
Nend jezik (angaua, nent; ISO 639-3: anh), jezik naroda Angaua koji se govori u provinciji Madang između rijeka Ramu i Sogeram, blizu Pasinkapa, Papua Nova Gvineja.
Govori ga 2 000 (1991 UBS) ljudi. Jedan je od dva predstavnika jezične podskupine atan (drugi je atemble [ate]) i šire skupine wanang, ogrankom madanških jezika.

## Vanjske poveznice
- Ethnologue (14th)
- Ethnologue (15th)